# Самарджиеви
Самарджиеви (наричани също Осмаците) са известен български род от град Златица.
Има предания, че в началото на 19 век представители на рода са живеели известно време в Сараево, където са се занимавали с търговия.
От рода произхождат по майчина линия кинооператорът Цанчо Цанчев и неговият първи братовчед проф. д.т.н Дончо Ст. Дончев, ректор на ТУ-Варна.